# سید حمیری
سید اسماعیل حِمیَری (۱۰۵-۱۷۳ قمری) از بزرگترین شاعران تاریخ ادبیات عرب که در ابتدا به مذهب کیسانی معتقد بود اما بعد به حضور جعفر صادق رسید و تغییر عقیده داد.

## تولد
ابوهاشم اسماعیل بن محمد حمیری مشهور به سید حمیری در سال ۱۰۵ ق متولد شد و در بصره زیست.

## جد وی
جد وی، ابن مفرغ، اولین کسی است که از وی شعر فارسی نقل شده‌است.
آبست نبیذ است عصارات زبیبست سمیه رو سبیذ است

## مذهب
پدر و مادر سید حمیری، ناصبی بودند و وی از کودکی از نزد آنان فرار کرد. وی ابتدا از طرفداران عقیده کیسانیه بود و بعد شیعه دوازده امامی شد.

## جد
با اینکه سید حمیری عرب بود ولی جد وی را اولین کسی می‌دانند که شعر فارسی به وزن عروضی سروده است.

## شعر

### تعداداشعار
شعر حمیری از حیث تعداد در تاریخ اسلام بی نظیر است چنانکه گفته‌اند: "أکثر الناس شعراً فی الجاهلیة والإسلام ثلاثة: بشار وأبو العتاهیة والسید فإنه لا یعلم أن أحداً قدر علی تحصیل شعر أحد منهم أجمع."
یعنی پرشعرترین شاعران زمان جاهلیت و اسلام سه تن بوده‌اند سید حمیری، ابوالعتاهیه و بشار بن برد تخارستانی زیرا کسی نمی داند اینان چه اندازه شعر گفته‌اند.

### محتوای اشعار
محتوای اشعار حمیری در مدح اهل بیت پیامبر اسلام و مذمت غاصبین ولایت است. یکی از دلایل عدم جمع‌آوری کامل اشعار وی شاید همین مسئله بوده باشد. وی همچنین در اشعار خود مناقب بسیاری از امام علی را ذکر می‌کند و در این زمینه کسی همتای وی نیست.

### اسلوب شعر
اسلوب و سبک شعر حمیری به حدی روان است که گویی به نثر می‌ماند و از این جنبه با انوری ابیوردی در شعر فارسی و با ابوالعتاهیه در شعر عربی شباهت می‌یابد.

### چاپ دیوان
دیوان وی بارها در بیروت، نجف و قم چاپ شده‌است. چنانکه دربارهٔ او و شعرش کتاب‌هایی نوشته شده از جمله توسط محمد هادی امینی فرزند علامه امینی، باربیه دومنار فرانسوی، ابوبکر صولی، مرزبانی صاحب معجم الشعرا، محمد علی نجفی کرمانشاهی، شاکر هادی شکر، ضیا حسین اعلمی و عده‌ای دیگر.

### نمونه شعر
- در تمسک به ولای اهل البیت:

و اذا الرجال توسلوا بوسیلة / فوسیلتی حبی لآل محمد
- در ذم غاصبین حق علی و آل او:

توفی النبی علیه السلام / فلما تغیّب فی الملحد
ازالوا الوصیة عن اقربیه / الی الابعد الابعد الابعد
- در مدح عترت نبی:

علی آل الرسول و اقربیه / سلام کلما سجع الحمام
الیسوا فی السماء هم نجوم؟ / و هم أعلام عزّ لا یُرام
فیا من قد تحیر فی الضلال / امیرالمؤمنین هو الإمام
رسول الله یوم غدیر خم / اناف به و قد حضر الانام...

## درگذشت
سید حمیری در سال ۱۷۳ ق درگذشت.

## متن دیوان
- دیوان شعر

www.noorlib.ir/View/fa/Book/BookView/Image/6272
- کتاب «اخبار السید الحمیری» از مرزبانی نوشته شده در قرن۴:

lib.ahlolbait.com/parvan/resource/37806/%D8%A3%D8%AE%D8%A8%D8%A7%D8%B1_%D8%A7%D9%84%D8%B3%D9%8A%D8%AF_%D8%A7%D9%84%D8%AD%D9%85%D9%8A%D8%B1%D9%8A